# Herre, till dig får jag komma
Herre, till dig får jag komma är en sång från 1973 med text och musik av författaren och tonsättaren Christer Hultgren, verksam inom Pingströrelsen. Textens första vers bygger på Psaltaren 139:2-4, andra versen på Matteusevangeliet 11:28, 28:20, och tredje versen på Johannesevangeliet 14:2-3 och Första Johannesbrevet 4:10..

## Publicerad i
- Sjung till vår Gud som nummer 63.[1]
- Levande sång 1984 som nummer 665 under rubriken "Att leva av tro - Bön".
- EFS-tillägget 1986 som nummer 752 under rubriken "Att leva av tro: Stillhet – meditation".[1]
- Segertoner 1988 som nummer 474 under rubriken "Att leva av tro - Bönen".[2]
- Verbums psalmbokstillägg 2003 som nummer 758 under rubriken "Att leva av tro: Stillhet — meditation".[1]
- Psalmer och Sånger 1987 som nummer 833 under rubriken "Att leva av tro - Förtröstan - trygghet".[3]
- Ung psalm 2006 som nummer 254 under rubriken "Håll om mig – tårar, tröst och vila".[4]